# James H. MacLafferty
James Henry Maclafferty (ur. 27 lutego 1871 w San Diego, zm. 9 czerwca 1937 w Oakland) – amerykański polityk, członek Partii Republikańskiej.

## Działalność polityczna
W okresie od 7 listopada 1922 do 3 marca 1925 był przedstawicielem 6. okręgu wyborczego w stanie Kalifornia w Izbie Reprezentantów Stanów Zjednoczonych. 